# Horne (Varde Kommune)
 Denne artikel omhandler byen Horne (Varde Kommune). Der er også andre byer med dette navn, se Horne.
Horne ligger i Sydvestjylland og er en landsby med 474 indbyggere  (2024), beliggende i Horne Sogn mellem Varde og Tarm. Landsbyen ligger i Varde Kommune og tilhører Region Syddanmark.
I Horne finder man Horne Kirke. På kirkegården står Horne-stenen.

## Vikingestien ved Hornelund
Fra Horne fører Vikingestien på 2,2 km igennem et lille næs i Linding Ådal. Næsset afgrænses mod øst af Bjerremose Bæk og mod sydvest af Linding Å. Mod nord og vest afskærmes næsset af Horne by og vejen. Stien fører til Hornelund, hvor nogle smukke og enestående guldspænder fra vikingetiden blev fundet i 1892.
Vandrestien
I 1993 indgik private lodsejere ved Hornelund en aftale med Varde Kommune, Ribe Amt, Landboretligt Udvalg, Horne Sogneforening og Museet for Varde By og Omegn. Sammen etablerede de en vandresti langs Linding Å-systemet, Vikingestien på over 2 km. Navnet opstod, fordi der ved Hornelund er fundet nogle enestående guldspænder fra vikingetiden.Vandrestien fører gennem engene og bakkerne langs Linding Å, Bjerremose Bæk og Gunderup Bæk. Dele af stien fører gennem fårefolde, og her findes også vildt i området. Derfor skal man vise hensyn til dyrene. Hunde må ikke medtages, og faldlågerne smækker automatisk, når man åbner dem. Stien er afmærket med pæle med gul top, og den afmærkede sti skal følges.
- Vikingestien
- Vikingestien umiddelbart syd for hvor vejen Hornelund krydser Bjerremose Bæk
- Bjerremose Bæk umiddelbart før den løber sammen med Gunderup Bæk
- Gunderup Bæks forløb stik syd for Horne

Naturen
Vikingestien løber på et lille næs i Linding Ådal. Linding Å dannes, hvor Bjerremose Bæk og Gunderup Bæk løber sammen. Mod øst bliver næsset afgrænset af Bjerremose Bæk, mod sydvest af Linding Å. Vejen mod Horne og Horne by afskærmer mod vest og nord. På vestsiden af Bjerremose Bæk findes et gammelt egekrat, med små forkrøblede egebuske og -træer.
Næsset er et bakkelandskab, som blev skabt under den næstsidste istid for 100.000 år siden. Vandløbene gennemskærer næsset og giver frodige enge. I vandløbene yngler ørred og laks. Hvert efterår trækker fiskene op gennem Varde Å-systemet. De vandrer fra Vadehavet og flere kilometer ind i åsystemet for at gyde. Æggene udklækkes om foråret, og de små fisk bliver i ferskvandsvandløbene i 2 år, før de vender ud til havet igen. I Linding Å er der genskabt en bestand af stalling, som er en laksefisk. Tidligere fandtes stalling i hele Varde Å-systemet.
Historien
I området findes stedet, hvor Hornelund-spænderne, et af vikingetidens prægtige guldfund, blev fundet i 1892 sammen med en guldarmring. Jernalderbopladser med langhuse og hundredvis af jernudvindingsovne for myremalm viser også, at området har været velstående og aktivt. Myremalm findes særligt i Vestjylland, og Horne-Snorup-området var et af de mest centrale områder for udvindingen. Jernet blev både brugt lokalt og eksporteret.
Ved Horne Kirke står en runesten fra 900-tallet, den må være rejst af Tue, en betydningsfuld mand, og kan have forbindelse til Hornelund-området. Indskriften lyder "Tue, (Ravns) ætling, gjorde Th...s (el. denne) høj".

## Skattefund fra Hornelund
En tjenestekarl fandt i 1892 en af Danmarks mest spektakulære guldskatte fra vikingetiden. Skatten består af to store guldspænder og en armring af guld, der til sammen vejer 216 gram. Smykkerne var nedlagt engang i 1000-tallet og kan i dag ses på Nationalmuseet. I 2014 fandt amatørarkæolog Pawel Piotr Konieczny 24 sølvmønter og et stykke af en stor guldarmring, da han scannede området med en metaldetektor.